# Ordine al Merito delle Miniere (Costa d'Avorio)
L'Ordine al Merito delle Miniere è un Ordine cavalleresco della Costa d'Avorio.

## Classi
L'Ordine dispone delle seguenti classi di benemerenza:
- Commendatore
- Ufficiale
- Cavaliere

| Nastri    |           |              |
| Cavaliere | Ufficiale | Commendatore |

## Insegne
- Il nastro è marrone con al centro una striscia arancione caricata di una verde.